# Denise Scott Brown
Pour les articles homonymes, voir Brown.
Denise Scott Brown, née Denise Lakofski le 3 octobre 1931 à Nkana (en), quartier de Kitwe, en Rhodésie du Nord (actuelle Zambie), est une architecte urbaniste américaine originaire de ce qui constitue aujourd'hui la Zambie. Ayant travaillée beaucoup avec Robert Venturi, son second mari, sa notoriété a été en partie occultée par la notoriété de celui-ci.

## Biographie
Née en 1931 en Rhodésie du Nord, Denise Scott Brown commence des études d'architecture à l'université du Witwatersrand à Johannesbourg, qu'elle complète à Londres à l'Architectural Association School of Architecture. Elle épouse en 1955 son premier mari, architecte, Robert Scott Brown. Puis elle émigre en 1958, avec ce premier mari aux États-Unis (qui décède brusquement en 1959). Elle obtient en 1960 son master d'urbanisme et en 1965, un master d'architecture, les deux à l'université de Pennsylvanie. Pendant ses études aux États-Unis, elle rencontre Robert Venturi, qui devient son second mari en 1967. 
Elle fait alors son entrée au sein de l'agence créée par celui-ci et John Rauch, qui, après le départ de ce dernier en 1989, prend le nom de Venturi Scott Brown and Associates (VSBA), et continue à exercer pendant plusieurs décennies. Ce second mari reçoit le prix Pritzker à Mexico en 1991. À la cérémonie officielle de remise de ce prix, Robert Venturi conclut son discours de remerciement en précisant : « Et, enfin, vous aurez noté que, durant cette description vaguement chronologique, j'ai de plus en plus utilisé la première personne du pluriel, "nous" : c'est-à-dire, Denise et moi. Mon expérience et mon apprentissage doivent beaucoup à ma partenaire artiste, Denise Scott Brown. Sans elle, je ne serai que la moitié de ce que je suis aujourd'hui ».
Robert Venturi et Denise Scott Brown ont également rédigé, avec Steven Izenour (en), un ouvrage de réflexion sur l'architecture : L'Enseignement de Las Vegas,,,. Cet ouvrage a marqué les esprits, a fait l'objet de lectures critiques et est resté notoire,,,.

## Principales réalisations
- 1970-1973 : maison Brant, à Greenwich, Connecticut,
- 1972 : Franklin Court, à Philadelphie, Pennsylvanie,
- 1978 : Institut pour l'Information Scientifique, Philadelphie, Pennsylvanie,
- 1982, 1988-1991 : Extension de la National Gallery, à Londres,
- 1995 : banque de Orlando-Celebration, Floride,
- 1995 : station-essence, à Orlando, Floride,
- 1996 : caserne de pompiers, à Orlando.